# Rhadinoloricaria
Rhadinoloricaria – rodzaj słodkowodnych ryb sumokształtnych z rodziny zbrojnikowatych (Loricariidae). Został utworzony w 1974 przez Isbrückera i Nijssena jako takson monotypowy. W wyniku analiz molekularnych zaliczono do niego 2 andyjskie gatunki klasyfikowane w Crossoloricaria oraz wszystkie gatunki z rodzaju Apistoloricaria.

## Występowanie
Kolumbia, Boliwia, Ekwador i Peru.

## Klasyfikacja
Gatunki zaliczane do tego rodzaju:
- Rhadinoloricaria bahuaja
- Rhadinoloricaria condei
- Rhadinoloricaria laani
- Rhadinoloricaria listrorhinos
- Rhadinoloricaria macromystax
- Rhadinoloricaria ommation
- Rhadinoloricaria rhami

Gatunkiem typowym jest Loricaria macromystax (=Rh. macromystax).